# Erich Bergel
Erich Bergel né le 1er juin 1930 à Râşnov (Roumanie) mort le 3 mai 1998 à Ruhpolding (Allemagne) est un chef d'orchestre roumain naturalisé allemand.

## Carrière
Il fait ses premières études à Bucarest. En 1959, il est nommé pour diriger l'orchestre philharmonique de Cluj, mais il est arrêté peu après pour soupçon d'activités illégales. Il est relâché le 4 octobre 1962 et se fait engager comme trompettiste à l'Orchestre philharmonique de Cluj. C'est en 1965 qu'il est nommé chef d'orchestre permanent.
En 1971, Erich Bergel quitte la Roumanie pour s'installer en Allemagne de l'Ouest.
En 1975, il débute  la tête de l'Orchestre symphonique de Houston. Il en est le principal chef invité entre 1979 et 1981.
Il publie notamment une étude sur L'Art de la fugue de Jean-Sébastien Bach, à Bonn en 1979.